# 우스키정
우스키정(臼杵町)은 오이타현 기타아마베군에 설치되었던 정이다. 현재의 우스키시에 해당한다.